# Piotr Nawrot
Piotr Nawrot (ur. 2 czerwca 1955 w Poznaniu) – polski misjonarz (werbista) i muzykolog, prof. Uniwersytetu im. Adama Mickiewicza w Poznaniu, specjalista w zakresie misjologii oraz historii muzyki liturgicznej, zwłaszcza baroku boliwijskiego. Jest też profesorem chorału gregoriańskiego i klasy organów w Konserwatorum Muzycznym w La Paz w Boliwii.

## Życiorys
Jest szóstym z dziewięciorga dzieci Józefy (krawcowa) i Wincentego Nawrotów (murarz), wychował się na poznańskim Franowie. W dzieciństwie śpiewał w Poznańskim Chórze Chłopięcym Jerzego Kurczewskiego i uczył się gry na klarnecie. W 1974 zdał egzamin dojrzałości w Państwowym Liceum Muzycznym im. Mieczysława Karłowicza w Poznaniu. W 1974 wstąpił do Misyjnego Seminarium Duchownego Księży Werbistów w Pieniężnie i tam nauczył się gry na organach. Po święceniach w 1981 wyjechał na misje do Paragwaju, gdzie zaczął badać historię misji i misyjnej muzyki liturgicznej. W 1985 wyjechał do USA, na Katolicki Uniwersytet Ameryki w Waszyngtonie, aby studiować historię muzyki sakralnej. W 1991 rozpoczął pionierskie badania Indian unikalnych manuskryptów muzyki liturgicznej z okresu baroku, powierzonych mu przez Indian Chiquitos (z misji jezuickich w Chiquitos) i Moxos. Manuskrypty te stały się tematem jego pracy doktorskiej, obronionej w 1993. Łącznie zgromadził kilkanaście tysięcy manuskryptów z XVI, XVII i XVIII w., które są archiwizowane i rekonstruowane. Był pracownikiem naukowym w departamencie muzykologii w Ministerstwie Kultury w Boliwii, dyrektorem Archiwum Misyjnego Indian Moxo w San Ignacio de Moxos i Archiwum Misyjnego Indian Guarayo w Urubichá oraz konsultantem Archiwum Muzycznego Indian Chiquito w Concepción, Archiwum Franciszkańskiego w Tarixa i Szkół Muzycznych w Amazonii Boliwijskiej (Misje Chiquitos i Moxos). Jest też dyrektorem artystycznym Międzynarodowego Festiwalu Muzyki Renesansu i Baroku Amerykańskiego „Misiones de Chiquitos” w Santa Cruz oraz profesorem chorału gregoriańskiego i klasy organów Konserwatorium Muzycznym w La Paz.

## Odznaczenia i nagrody
- 1998 Stypendium Fundacji Pamięci Johna Simona Guggenheima
- 2004 Order Izabeli Katolickiej, przyznany przez króla Hiszpanii Juana Carlosa I za organizację Międzynarodowego Festiwalu Muzyki Renesansu i Baroku Amerykańskiego „Misiones de Chiquitos”[2]
- 2011 Nagroda im. Królowej Zofii, przyznana przez Ministerstwo Spraw Zagranicznych oraz Współpracy Królestwa Hiszpanii, za osiągnięcia na polu zachowania i odbudowy dziedzictwa kulturowego[3][2]
- 2012 Nagroda im. św. Brata Alberta za gromadzenie i rozpowszechnianie muzyki służącej ewangelizacji Indian[3]
- 2015 Krzyż Oficerski Order Zasługi Rzeczypospolitej Polskiej za wybitne zasługi w promowaniu polskiej kultury, za osiągnięcia w dziedzinie muzykologii w Ameryce Łacińskiej[4].